# Annika Takala
Annika Maria Takala, född Uotila 3 oktober 1921 i Sordavala, död 29 april 1996 i Helsingfors, var en finländsk pedagog. Hon var gift med Martti Takala och mor till Tuomas Takala.
Takala blev filosofie licentiat genom disputation 1953, var biträdande professor i pedagogik vid Jyväskylä universitet 1961–1970, professor i ämnet vid Joensuu högskola 1971–1984 och forskarprofessor vid Finlands Akademi 1978–1981. Hon bedrev forskning inom pedagogisk psykologi och sociologi.